# Тасманове море

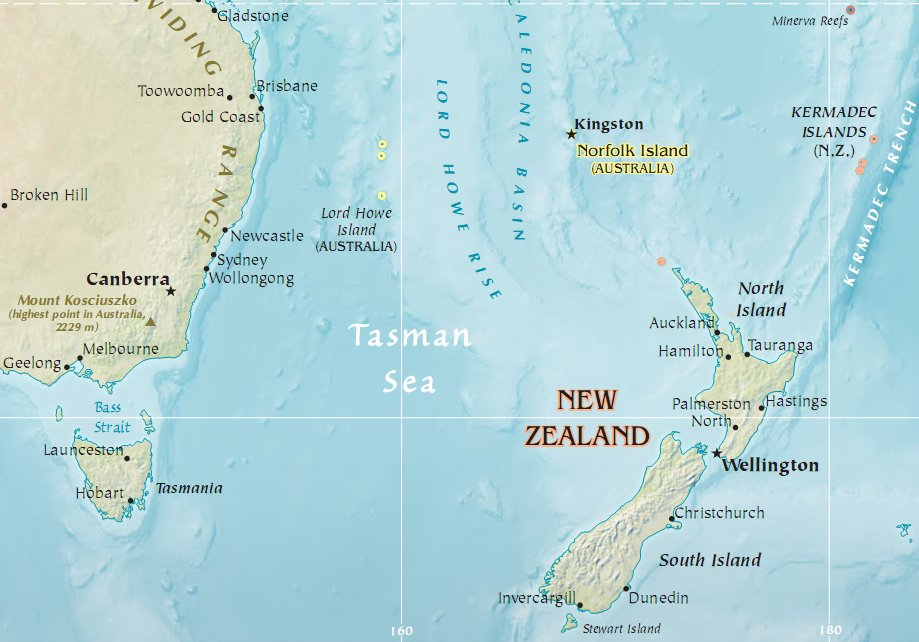
Мапа Тасманова моря

Тасманове море — море в Тихому океані, розділяє Австралію і Нову Зеландію, відстань між якими становить в середньому 2000 кілометрів.
Максимальна глибина становить приблизно 5200 метрів. Тасманове море розташоване у південно-західній частині Тихого океану. Море назване на честь голландського мореплавця Абеля Тасмана, першого європейця, який досягнув Тасманії та Нової Зеландії.
Тасманове море охоплює води зі сходу від австралійських штатів Новий Південний Уельс, Вікторія і Тасманія.

## Межі моря
Міжнародна гідрографічна організація визначає межі Тасманового моря наступним чином:
- На заході: лінія від острова Габо (біля мису Гоу, 37° 30' пд. ш.) до північно-східної точки острова Іст-Сістер (148° сх. д.), звідти вздовж 148-го меридіана до острова Фліндерс; за цим островом проходить лінія, що йде на схід від мілководдя Вансіттарт до острова Кейп-Баррен, і від мису Баррен (крайня східна точка острова Кейп-Баррен) до мису Еддістон (41° пд. ш.) в Тасманії, а потім уздовж східного узбережжя острова до мису Саут-Іст-Кейп, найпівденнішої точки Тасманії.

- На півночі: паралель 30° пд. ш. від австралійського узбережжя на схід до лінії, що з'єднує східний край рифу Елізабет-Ріф і скелі Саут-Іст-Рок (31°47′ пд. ш. 159°18′ сх. д. / 31.783° пд. ш. 159.300° сх. д.), потім на південь вздовж цієї лінії до скелі Саут-Іст-Рок [біля острова Лорд-Гав].

- На північному сході: Від скелі Саут-Іст-Рок до північної точки острову Три-Кінгс (34°10′ пд. ш. 172°10′ сх. д. / 34.167° пд. ш. 172.167° сх. д.) і далі до Північного мису в Новій Зеландії.

- На сході:
  - У протоці Кука: лінія, що з'єднує мис Паллісер (Нгаві) на південному краю Північного острова з маяком на мисі Кемпбелл (Ті Карака) Південного острова.
  - У протоці Фово (46° 45' пд. ш.). Лінія, що з'єднує маяк на мисі Вайпапапа-Пойнт (168° 33' сх. д.) з Іст-Гед (47° 02' пд. ш.) острову Стюарт (Ракіура).
- На південному сході: лінія, що проходить від мису Норт-Вест-Кейп острова Стюарт через острови Снерс (48°0′ пд. ш. 166°30′ сх. д. / 48.000° пд. ш. 166.500° сх. д.) до мису Норт-Вест-Кейп острова Окленд (50°30′ пд. ш. 166°10′ сх. д. / 50.500° пд. ш. 166.167° сх. д.), далі через цей острів до його південної точки.

- На півдні: лінія, що з'єднує південну точку острова Окленд (50°55′ пд. ш. 166°0′ зх. д. / 50.917° пд. ш. 166.000° зх. д.) з мисом Саут-Іст-Кейп, південною точкою Тасманії.

## Острови
В акваторії Тасманового моря розташовано декілька ізольованих острівних груп, які розташовані на достатньо великій відстані від берегів Австралії та Нової Зеландії:
- Острів Лорд-Гав (входить до складу штату Новий Південний Уельс)[2]
- Болс-Пірамід (входить до складу штату Новий Південний Уельс)[3]
- Острів Норфолк, розташований на крайньої півночі Тасманового моря, на кордоні з Кораловим морем.[4]
- Мідлтон-Ріф (входить до складу Островів Коралового моря)[5]
- Елізабет-Ріф (входить до складу Островів Коралового моря)[6]

Усі ці групи островів належать Австралії.

## Клімат
Центральна акваторія моря лежить в субтропічному кліматичному поясі, південна — в помірному, північна — в тропічному, який від субтропічного центральної зони відділяє зона змінних вітрів та штилів. Влітку переважають тропічні повітряні маси, взимку — помірні. Значні сезонні амплітуди температури повітря і розподілу атмосферних опадів. На північному заході панують тропічні повітряні маси. Сезонний хід температури повітря чітко відстежується. Переважають пасатні вітри. У теплий сезон утворюються тропічні циклони. На півдні відчувається подих Антарктики, увесь рік панують помірні повітряні маси, переважає західний перенос. Значні сезонні коливання температури повітря. Цілий рік відбувається циклонічна діяльність, погода мінлива, часті шторми. Зволоження достатнє. Відносно тепла зима з нестійкою штормовою погодою, відносно прохолодне літо.

## Біологія
Акваторія моря займає ряд морських екорегіонів помірної австралазійської зоогеографічної провінції: уздовж східного узбережжя з півночі на південь — Твід — Моретон, Манінг — Гоксбері, Кейп-Гоу, Бассіан; на заході — Північно-східна, Центральна і Південна Нова Зеландія, Норд-Кейп і острови Снейрс. Острови на півночі моря належать до екорегіону островів Норфолк — Лорд-Гау центральної індо-пацифічної зоогеографічної провінції. У зоогеографічному відношенні донна фауна континентального шельфу й острівних мілин до глибини 200 м відноситься до південної субтропічної зони з переходом до нотальної кергеленської.